# Litlos
Litlos is een toeristenhut van Den Norske Turistforening (DNT) in de gemeente Ullensvang in de provincie Vestland in het zuiden van Noorwegen.
De hut ligt op de Hardangervidda op 1180 meter boven zeeniveau. Van hieruit zijn diverse wandelingen mogelijk.